# EO Большой Медведицы
EO Большой Медведицы (лат. EO Ursae Majoris), HD 93044 — одиночная переменная звезда в созвездии Большой Медведицы на расстоянии приблизительно 378 световых лет (около 116 парсеков) от Солнца. Видимая звёздная величина звезды — от +7,15m до +7,07m.

## Характеристики
EO Большой Медведицы — белый гигант, пульсирующая переменная звезда типа Дельты Щита (DSCTC) спектрального класса A7III.